# Liechtensteiner-Cup 1977-1978
La Liechtensteiner-Cup 1977-1978 è stata la 33ª edizione della coppa nazionale del Liechtenstein conclusa con la vittoria finale del USV Eschen/Mauren, al suo terzo titolo consecutivo.
Della competizione è noto solo il risultato della finale.

## Finale
| Triesenberg | USV Eschen/Mauren | 3 – 1 | FC Ruggell |  |